# 狄鐸·埃德加·麥卡里克
狄鐸·埃德加·麥卡里克（英語：Theodore Edgar McCarrick，1930年7月7日—2025年4月3日）是一位美籍天主教前總主教及前樞機。教宗若望保祿二世2001年將他擢升為樞機，麥卡里克於同年至2006年期間出任華盛頓總教區總主教。有人指控麥卡里克曾經進行一系列不當性行為，教宗方濟各後來於2018年7月28日接受他辭去樞機職務。2019年2月，麦卡里克被褫夺圣职，为因性丑闻被褫夺圣职者中职阶最高者。

## 早期生活及教育
麥卡里克1930年7月7日於纽约出生。他的父親西奧多·伊根·麥卡里克（Theodore Egan McCarrick）是一名船長並在麥卡里克3歲的時候因結核病而辭世；他的母親瑪格麗特·麥克勞克林（Margaret McLaughlin）則在位於布朗克斯的一間汽車零件工廠裡工作。麥卡里克兒時在華盛頓高地的降生堂擔任輔祭童。
當麥卡里克在福坦莫預備學校畢業後，他前往瑞士學習了一年。然後他回到美國並在福坦莫大學就讀。麥卡里克後來進入位於揚克斯的聖若瑟修院。他分別於1954年和1958年在這裡獲得文學士學位及歷史學碩士學位。
他通曉5種語言。

## 司鐸
1958年5月31日，麥卡里克在方濟各·斯貝爾曼樞機主持晉鐸禮下成為神父。麥卡里克後來在位於華盛頓哥倫比亞特區的美國天主教大學繼續進修，並取得社會科學碩士及社會學哲學博士學位。然後他在大學裡擔任助理專職司鐸並在後來出任學生處處長及發展總監。
麥卡里克於1965年獲教宗保祿六世授予「蒙席」的頭銜並於同年出任宗座波多黎各天主教大學校監。麥卡里克在1969年至1971年期間到紐約出任副教育部長及擔任助理堂區司鐸。從1971年開始，他成為狄連斯·庫克的秘書。麥卡里克於1977年離開秘書的崗位。他於2018年被指在這段時間內前性虐待一名青少年。

## 主教

### 紐約總教區輔理主教
1977年5月，教宗保祿六世委任麥卡里克為紐約總教區輔理主教及羅西比西爾領銜教區領銜主教。他於同年6月29日晉牧並選擇出自《若望默示錄》第二十二章第20節的「Come Lord Jesus」（主耶穌來吧）作為主教牧徽的格言。
他出任紐約總教區輔理主教期間亦擔任東曼哈頓和哈莱姆的副主教。

### 墨圖根教區主教
墨圖根教區於1981年11月19日成立，而麥卡里克於1982年1月31日在聖方濟各亞西西主教座堂就任為該教區首任主教。在任期間，他設立了5個新堂區。此外，他亦有監察教區的天主教婦女議會、拉丁裔人和黑人事務委員會、反墮胎運動委員會及身心障礙人士委員會的發展。

### 紐瓦克總教區總主教
麥卡里克於1986年5月30日獲委任為紐瓦克總教區第4任總主教，接替於同年6月1日榮休的第3任總主教伯多祿·良·葛麗泰。同年7月25日，他於紐瓦克聖心聖殿主教座堂就職。麥卡里克任內成立福音傳播辦公室、拉丁裔人辦公室和協助人類免疫缺乏病毒患者的辦公室及開展一個有關防濫藥的計劃。此外，他亦推廣聖召並祝聖了200位神父。
麥卡里克在社會公義方面被指是提倡者，他曾指出：「除非教會照顧弱勢社群、新來的人及有需要的人，否則一個教會並不是一個真正的教會」。他於1980年代在美國國務院的要求下出任赫爾辛基委員會和歐洲安全與合作組織的官方觀察員。菲德爾·卡斯特羅和他於1988年參與了一場跨信仰會議，這場會議是富爾亨西奧·巴蒂斯塔獨裁政權倒台後首次同類會議。麥卡里克作為愛爾蘭移民家庭的代表，他於1990年12月8日被選入埃利斯島名人堂。

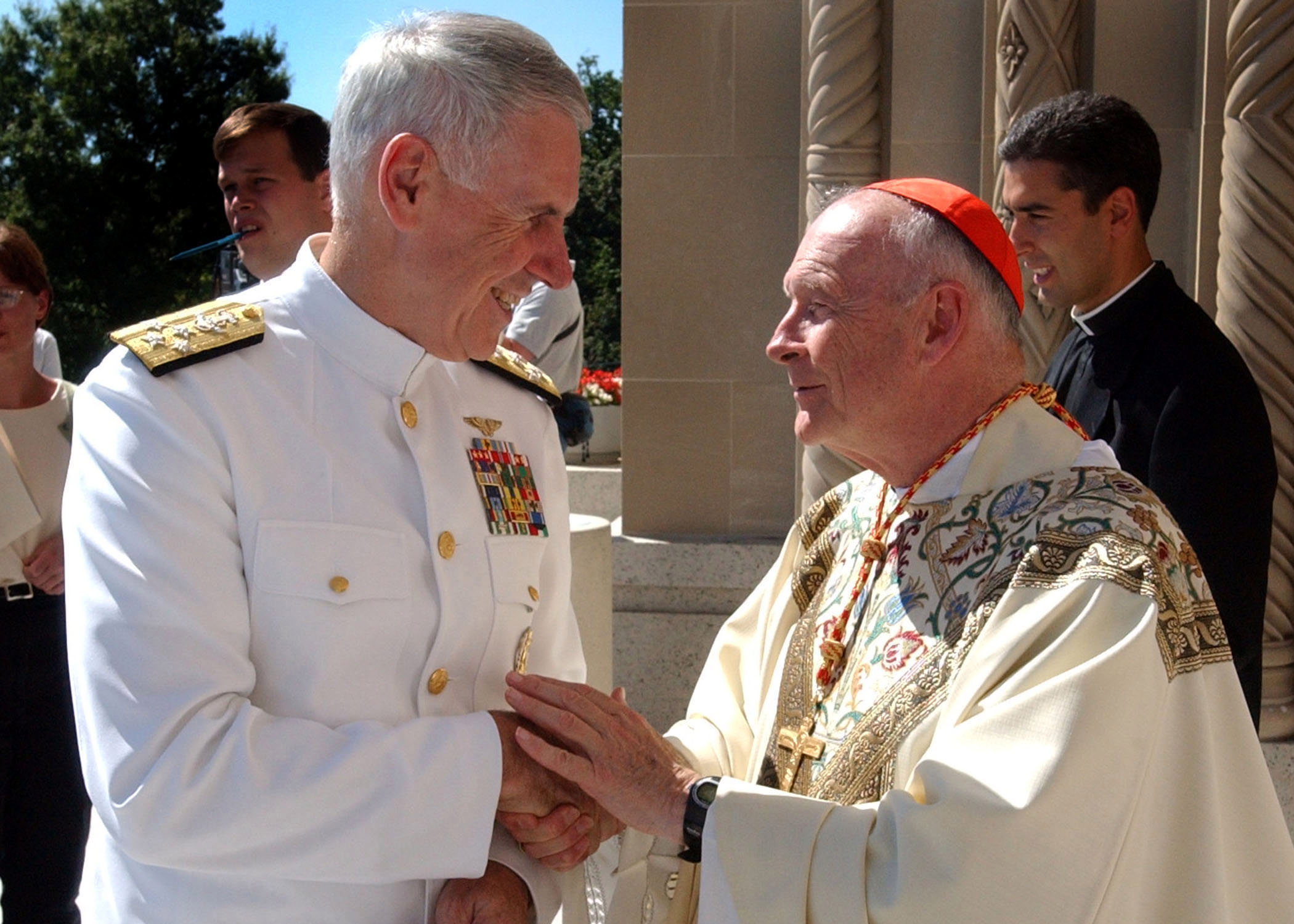
麥卡里克與威廉·J·法永海軍上將於2001年9月16日在華盛頓哥倫比亞特區見面的情況

他於1992年至1997年期間擔任美國天主教主教團中東歐教會援助委員會主席。以此身份，他到訪南斯拉夫社會主義聯邦共和國、波羅的海國家和哈薩克共和國等國。除了之外，他兩度當選該主教團移民委員會的首長及曾經要求美國國會「承認及支持扶助新公民此等重要任務，從而讓他們可能在未來為這個國家充分發揮作用」。後來，他被委任為宗座移民及觀光牧民理事會的成員。1996年，麥卡里克獲選為該主教團的國際政策委員會主席並曾前往波斯尼亞、中華人民共和國、波蘭、羅馬尼亞、俄羅斯、盧旺達和瑞士。麥卡里克聯同美國勞工部長亞歷克西斯·赫爾曼於1997年提出紐瓦克總教區的天主教學校校服不能由血汗工廠製造的倡議。
麥卡里克除了身為總教區總主教之外，他還於1998年出任特克斯和凱科斯自治傳教區神長。

### 華盛頓總教區總主教
教宗若望保祿二世於2000年11月委任麥卡里克為華盛頓總教區總主教。麥卡里克於2001年1月3日在華盛頓聖瑪竇主教座堂正式就任為該總教區的第5任總主教。若望保祿二世於同年2月21日將他擢升為樞機，領聖聶勒和聖亞基略堂區司鐸銜。他是2005年教宗選舉秘密會議其中一位具有投票權的樞機，當時選出若瑟·拉辛格樞機為教宗本篤十六世。

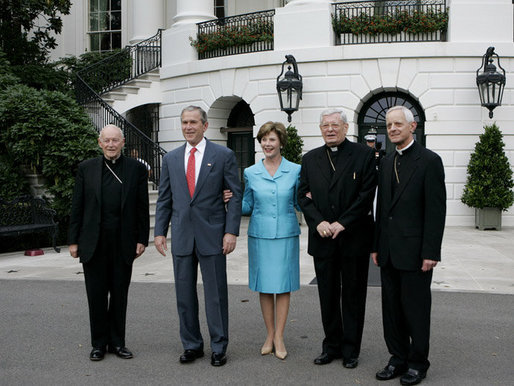
美國總統佐治·獲嘉·布殊及勞拉·布殊在白宮與即將榮休的麥卡里克（最左邊者）、即將就任華盛頓總教區總主教的陶南·維爾（最右邊者）和宗座大使伯多祿·桑比（左數第4位）會面

## 榮休總主教
年滿75歲的麥卡里克於2005年7月向教宗本篤十六世提出辭去華盛頓總教區總主教一職。教宗於2006年5月16日接納他的辭呈並委任匹茲堡教區主教陶南·維爾為該總教區第6任總主教。麥卡里克在新總主教就職前會繼續出任該總教區的最高領導人。
麥卡里克退休後在華盛頓總教區的救世主之母修院居住了一段時間。據聞他後來搬到位於馬里蘭州奇勒姆的降凡聖言修會聖母無原罪會省總部建築群中一座修道院裡居住。
他於2007年獲委任為戰略與國際研究中心顧問。
兩年後，他在阿靈頓國家公墓出席美國參議員愛德華·甘迺迪的喪禮並讀出一封肯尼迪寫給本篤十六世的信件。
《宗教新聞社》一份報導形容麥卡里克是一個「平和、立場溫和及能夠呈現教會熱情一面的牧者」。該報導同時亦指他是「其中一位在本篤十六世任內或許沒有擔任任何職務的高級神職人員」，而他在教宗方濟各上任後則開始擔任不同職務。另外，他敦促美國眾議院議長約翰·博納繼續推動移民改革。除此之外，他亦有出席跨宗教活動。麥卡里克曾跟東正教的神職人員商討有關敘利亞的事情。2014年4月，他在美國國務院的請求下前往受宗教暴力影響的中非共和國。與他同行的還有一位穆斯林和一位信義宗的神職人員。

## 性虐待指控及被解除職務

### 涉嫌於2005年和2007年發出和解費
《紐約時報》指墨圖根教區、特倫頓教區和紐瓦克總教區向一位曾指控麥卡里克性虐待的前神父支付和解費，該人於2005年獲得這些金錢。2007年，有另一位同樣曾指控麥卡里克的前神父獲得教會支付的和解費。華盛頓總教區總主教陶南·維爾樞機指他從未獲通知有關支付和解費一事。
利則·賽埃於2010年發佈和解文件的節錄。

### 關於麥卡里克行為的警告
有人曾懷疑天主教會內有多少人或許知道麥卡里克的不當行為。《紐約時報》獲得的檔案表示有一位神父於1994年向時任墨圖根教區主教愛德華·赫尤斯表示麥卡里克曾經性侵犯他。這是有紀錄以來首次有神父就麥卡里克的行為向上級神職人員投訴。檔案同時顯示最少一位神父曾警告教宗若望保祿二世不要委任麥卡里克為華盛頓總教區總主教。其中一位神父博義·拉姆齊（Boniface Ramsay）將麥卡里克涉嫌性虐待的事情説給宗座大使加俾額爾·蒙塔爾沃·伊格拉總主教後向梵蒂岡寄信。拉姆齊表示他有意跟紐約總教區總主教愛德華·彌額爾·伊根樞機談及麥卡里克的過去，但是他表示伊根「並不想聆聽」。他於2015年向波士頓總教區總主教蕭恩·巴特利爵·奧馬利樞機寫信，請求就他的投訴作出調查。奧馬利指沒有「親自收到這封信」但表示「總教區無法做任何事情」。
有人指《紐約時報雜誌》預定於2012年刊登一則報導。該報導根據麥卡里克和一些男性進行和解的法庭文件及一些與受害人的會面，講述麥卡里克涉嫌性虐待之事。然而該雜誌最後沒有刊登這則報導。

### 辭任樞機及被褫夺圣职
由於紐約總教區內一個調查委員會指麥卡里克曾經性虐待一名16至17歲的輔祭童並指該指控「真確及有證據」，聖座因而於2018年6月20日解除他的公共職務。一位匿名受害人的律師帕特里克·諾克（Patrick Noaker）指麥卡里克分別於1971年和1972年在紐約聖巴特利爵主教座堂性虐待他的當事人。諾克表示麥卡里克為他的當事人量度道袍長度的時候，麥卡里克「拉開（當事人）褲子的拉鏈並將手伸進當事人的褲子裡面」。
麥卡里克表示「自己是無辜」並指「自己絕對不記得有做過報導中所提及的行為」。然而他會「服從聖座的命令而不再擔任公共職務」。紐瓦克總教區總主教若瑟·W·托賓樞機揭露麥卡里克有3宗與成人發生不當性行為的指控，其中兩宗指控以支付和解費收場。
福坦莫大學於同年7月5日將大學授予麥卡里克的名譽學位和其他榮譽褫奪。美國天主教大學亦將2006年授予麥卡里克的名譽學位褫奪。
同年7月16日，《紐約時報》就麥卡里克涉嫌性虐待修生一事作頭版報導。《紐約時報》3天後的報導提及一位來自新澤西州的男士，該男士指控麥卡里克在他11歲開始將他性虐待。這位男士的叔叔於高中時期已經認識麥卡里克。該男士在11歲的時候曾經見過麥卡里克，而麥卡里克在他13歲的時候開始對他進行性接觸。
教宗方濟各於同年7月28日接受他辭去樞機一職並命令他「在教會有裁決之前必須在一個居所內祈禱和懺悔」。《路透社》相信麥卡里克是「自類斯·比洛特神父於1927年因與教宗庇護十一世出現分歧而辭去樞機之位以來首位辭去此職的人」，而《紐約時報》指「他或許是首位因為涉及性虐待指控而辭去樞機的人」。教宗方濟各在教會官員未調查有關麥卡里克的指控便採取行動，有學者表示這是「首次有教宗在教會為某人展開審訊前就命令該人懺悔和祈禱」。麥卡里克由於正等待教會的裁決結果而暂时沒有喪失神職人員的資格。
2019年2月，麦卡里克被褫夺圣职，为因性丑闻被褫夺圣职者中职阶最高者。

## 名譽學位
麥卡里克最少持有9個名譽學位，當中有大學或學院已經褫奪他的名譽學位或正考慮是否將他的名譽學位褫奪。以下是麥卡里克已知的名譽學位：
| 年份/日期      | 頒授名譽學位之院校     | 名譽學位之類別 | 狀態           | 來源                 |
| -------------- | ---------------------- | -------------- | -------------- | -------------------- |
| 1987年         | 聖伯多祿大學           | 博士           | 正考慮是否褫奪 | [ 47 ]               |
| 1994年         | 新澤西醫學及牙醫學大學 | 人文學博士     | 正考慮是否褫奪 | [ 46 ]               |
| 2002年         | 福坦莫大學             | 博士           | 已被褫奪       | [ 40 ]               |
| 2004年         | 佐治城大學             | 人文學文學博士 | 不明           | [ 46 ] [ 48 ]        |
| 2006年5月13日  | 美國天主教大學         | 人文學文學博士 | 已被褫奪       | [ 40 ] [ 49 ]        |
| 2007年         | 錫耶納學院             | 神學博士       | 已被褫奪       | [ 50 ]               |
| 2008年5月18日  | 聖母大學               | 法學博士       | 已被褫奪       | [ 51 ] [ 52 ] [ 53 ] |
| 2008年         | 波特蘭大學             | 博士           | 已被褫奪       | [ 46 ] [ 54 ]        |
| 2012年10月12日 | 新羅謝爾學院           | 博士           | 不明           | [ 46 ] [ 55 ]        |

## 外部連結
- 天主教華盛頓總教區官方網站 （页面存档备份，存于）
- 《華盛頓郵報》有關麥卡里克榮休的報導 （页面存档备份，存于）

| 天主教會職銜                                        | 天主教會職銜                                                | 天主教會職銜              |
| --------------------------------------------------- | ----------------------------------------------------------- | ------------------------- |
| 前任者： 伯爾納鐸·埃切貝里亞·魯伊斯                 | 聖聶勒和聖亞基略堂區領銜司鐸 2001年2月21日－2018年7月28日   | 空缺                      |
| 前任者： 雅各伯·類思·希奇                           | 華盛頓總教區總主教 2000年11月21日－2006年5月16日            | 繼任者： 陶南·維爾        |
| 前任者： 伯多祿·良·格雷蒂                           | 紐瓦克總教區總主教 1986年5月30日－2000年11月21日            | 繼任者： 若望·若瑟·梅耶斯 |
| 前任者： 老楞佐·類思·柏克                           | 特克斯和凱科斯自治傳教區神長 1998年10月17日－2000年11月21日 | 繼任者： 若望·若瑟·梅耶斯 |
| 新頭銜 （首任主教）                                 | 墨圖根教區主教 1981年11月19日－1986年5月30日                | 繼任者： 愛德華·多默·休斯 |
| 前任者： 良·弟歐巴·德拉雷 （Léon Théobald Delaere） | 羅西比西爾領銜教區領銜主教 1977年6月29日－1981年11月19日    | 繼任者： 伊萬·迪亞斯      |